# 高野ちん太郎
高野 ちん太郎（たかの ちんたろう、1974年7月14日 - ）は、元キリンプロ所属の日本の俳優。東京都 東久留米市出身。血液型はAB型。身長163cm。

## 来歴
帝京大学ヴィクセンズシアター出身。舞台士団MOONOR-eO解散後、キリンプロに所属していた荒井志乃、浜田えみこらと、劇団らちゃかんを旗揚げ。

## 経歴

### 舞台
- 「結婚前夜」らちゃかん
- 「よくばりホテル」らちゃかん
- 「知ってか知らずか万歳三唱」劇屋いっぷく堂客演
- 「七色ゴースト」らちゃかん
- 「新撰組!」らちゃかん
- 「逆転ライフ」らちゃかん
- 「徳川家光」
- 「キネマの天地」キリンプロ・プロデュース
- 「ドーンと錦の花がさく」劇屋いっぷく堂客演
- 「エンジェル本舗」らちゃかん
- 「アルジャーノンに花束を」キリンプロ・プロデュース---ストラウス博士役
- 「タイムカプセル」劇屋いっぷく堂客演
- 「シメキリは何曜日?!」らちゃかん
- 「走れ！クラシックタイム」劇屋いっぷく堂客演
- 「レストランSEVENSTARへようこそ」らちゃかん
- 「エンプティ！」らちゃかん
- 「ハッシュ」らちゃかん
- 「香栄 プレミアムコンサート Vol.4 ラジオ ～この素晴らしき世界～」於・大田区民ホール アプリコ 小ホール
- 「よつあしダディ」らちゃかん
- 「幻影」音影・音楽劇公演
- 「緋旗青嵐記」」劇団流星揚羽客演　於・シアターグリーン Box in Box
- 「涙刻」音影・音楽劇公演
- 「万華鏡賛歌」劇団流星揚羽客演　於・シアターグリーン Box in Box
- 「駆けろクラシックウインド」劇屋いっぷく堂
- 「鎌ヶ谷中年ヒーロー」らちゃかん
- 「アイム、ホーム2011」らちゃかん
- 「腫れのち出動ときどきヒミツ」らちゃかん
- 「カムバック！矢板のガールズ♪」らちゃかん
- 「縁」劇団流星揚羽客演
- 「母・オン・ザ・ム～ン」らちゃかん
- 「アイム、ホーム2015」らちゃかん
- 「湯河原トワイライト」らちゃかん
- 「見上げたら、ものすごい星空」らちゃかん
- 「flow flow LABO」トワコバSP

### テレビ
- 「ゴロワーズ」（日本テレビ）
- 「発掘!あるある大事典II」（フジテレビ）
- 「くりぃむナントカ」（テレビ朝日）
- 「オオカミ少年」（TBS）
- 「生物彗星WoO」（NHK）小銭拾いの男
- 「全国一斉○○テスト」（テレビ朝日）
- 「SmaSTATION!!5」（同上）
- 「ロンドンハーツ」（同上）
- 「ぐるぐるナインティナイン」（日本テレビ）
- 「いつみても波瀾万丈」（同上）
- 「夫婦。」日曜劇場（TBS）

### その他
- コカコーラ「アクティブダイエット」（CM）
- キリンビール「俺ってヒーロー！？篇」（WEB）
- 富士通インターネット王国（イベント）